# Лыково (Воронежская область)
Лыково — село в Подгоренском районе Воронежской области Российской Федерации. 
Административный центр Лыковского сельского поселения.

## География

### Улицы
- ул. Звездная
- ул. Зеленая
- ул. Майская
- ул. Мира
- ул. Молодежная
- ул. Тенистая
- ул. Центральная

## Население
| 1859 | 1897  | 2010 |
| ---- | ----- | ---- |
| 1109 | ↗1585 | ↘337 |